# All Is True (Film)
All Is True ist ein britischer Spielfilm von Kenneth Branagh aus dem Jahr 2018. Er behandelt fiktiv die letzten Lebensjahre von William Shakespeare in seiner Heimatstadt Stratford-upon-Avon im Kreise seiner Familie. Hierbei wird ein düsteres Geheimnis aufgedeckt.

## Handlung
Nachdem am 29. Juni 1613 in London sein Globe Theatre niederbrannte, kehrt William Shakespeare vermögend zu seiner Familie in seiner Heimatstadt Stratford-upon-Avon zurück, um dort zu leben. Die Rückkehr steht in dem Schatten der Erinnerung an den frühen Tod seines einzigen Sohnes Hamnet, der 1596 im Alter von elf Jahren an der Pest gestorben ist. Ihm zu Gedenken und um seine Trauer zu bewältigen, legt Shakespeare einen Garten an, dem er sich fortan täglich widmet. Seine Ehefrau hält ihm vor, sich in all den Jahren, die er als erfolgreicher Theaterautor und Schauspieler in London verbrachte, nicht um die Familie gekümmert zu haben, und kritisiert seine späte Trauer. Auch seine Tochter Judith, die Zwillingsschwester Hamnets, steht in Opposition zu ihrem zwar berühmten, aber immer abwesenden Vater. Dazu erschüttert ein Eheskandal das kleine Städtchen Stratford, in den seine ältere, unglücklich verheiratete Tochter Susanna involviert ist.
Shakespeare sah in seinem Sohn einen würdigen Nachfolger und Meister des Wortes. Dies belegen offensichtlich Hamnets Verse, die er seinem Vater stets stolz überreichte. Jedoch stellt sich jetzt heraus, dass Judith die Verfasserin der Verse ist, die ihren geliebten Zwillingsbruder vom Druck durch die Erwartungen des Vaters entlasten wollte. Im Glauben, dass ihr Vater keine Gedichte von einem Mädchen, und sei es auch seine Tochter, würdigen würde, schrieb sie an der Stelle des Bruders und verstärkte damit die Erwartungen Shakespeares an seinen Sohn.
Als Shakespeare bei der Durchsicht der Kirchenbücher entdeckt, dass sein Sohn der Einzige war, der damals an der Pest gestorben ist – absolut ungewöhnlich für einen Pestausbruch –, konfrontiert er seine Familie mit dieser Entdeckung. Während seine Frau auf dem Seuchentod beharrt, bricht Judith zusammen und beichtet, dass sie Hamnet im Zorn angedroht habe, ihrem Vater zu erzählen, wer all die Verse wirklich geschrieben hat. In der Verzweiflung, vor dem Vater als Versager dazustehen und ihn tief enttäuscht zu haben, habe Hamnet sich in einem Weiher ertränkt.
In Trauer und Scham verbringt Shakespeare eine Nacht am Weiher, zieht sich eine schwere Erkältung zu und stirbt einige Zeit später im Kreise seiner nunmehr versöhnten Familie.

## Produktion
Am 30. Oktober 2018 kündigte Sony Pictures Classics an, einen Film herauszubringen, den Kenneth Branagh ohne besonderes Aufsehen abgedreht hatte. Der Kurzsatz All Is True war bis zur Veröffentlichung in der First Folio 1623 der Alternativtitel von Shakespeares Heinrich VIII..
Gedreht wurde am und im Dorney Court, einem historischen Herrenhaus in Buckinghamshire aus der Tudorzeit,
ein auch für andere britische Filme beliebter Drehort. Eine Besonderheit des Films stellt die abendliche Illumination der Innenaufnahmen nahezu ausschließlich mit Kerzenlicht dar.

## Rezeption
Auf Rotten Tomatoes erhielt der Film eine Bewertung von 73 %, basierend auf 93 Rezensionen, mit einer Durchschnittsbewertung von 6.58 von 10. Die zusammenfassende Kritik lautet: „Beeindruckende Besetzung und schön in Szene gesetzt. All Is True wirft einen eleganten Blick auf Shakespeares letzte Tage“. Auf Metacritic erhielt der Film eine durchschnittliche Bewertung von 60 zu 100, basierend auf 27 Rezensionen.
Peter Bradshaw vom Guardian beschreibt All Is True als sentimental, theatralisch, sympathisch und unmodern und glaubt darin eine freche Hintergrundgeschichte zu Shakespeares berühmter Hinterlassenschaft an seine Ehefrau, das „zweitbeste Bett“, zu erkennen.
Elizabeth Weitzman von The Wrap, einer US-amerikanischen Medienwebseite, glaubt, dass Branagh in seiner Doppelfunktion als Regisseur und Hauptdarsteller hinter seinen Möglichkeiten als Shakespeare-Filmexperte zurückbleibe. Sein Ehrgeiz sei ehrbar, aber ohne Substanz werde er hier nur zum Schatten eines Traumes.
In Deutschland erschien der Film in deutscher Sprache erstmals am 26. September 2019 auf DVD und Blu-ray.